# هنري هربرت (سياسي)
هنري هوارد موفاتو هربرت، الإيرل الرابع لكارنارفون (بالإنجليزية: Henry Howard Molyneux Herbert, 4th Earl of Carnarvon) ـ (24 يونيو 1831 – 29 يونيو 1890) كان أرستقراطيًا وسياسيًا بريطانيًا ينتمي إلى حزب المحافظين. شغل مناصب وزارية رفيعة، أبرزها وزير المستعمرات، وكان له دور مهم في صياغة الدستور الأولي لاتحاد جنوب أفريقيا.

## الحياة المبكرة والتعليم
وُلد هنري هربرت في 24 يونيو 1831، وهو الابن البكر لـهنري هربرت، الإيرل الثالث لكارنارفون. تلقى تعليمه في كلية إيتون، ثم التحق بجامعة أكسفورد، حيث برز كطالب متفوق وواسع الثقافة.

## الحياة السياسية
دخل مجلس اللوردات في سن مبكرة بعد وفاة والده. انضم إلى حزب المحافظين، وبرز كأحد الوجوه الفكرية الشابة فيه، مدافعًا عن الحكم الدستوري والإصلاحات التدريجية.

### وزير المستعمرات
شغل منصب وزير المستعمرات مرتين:
- الأولى بين عامي 1866 و1867 في حكومة اللورد ديربي.
- والثانية بين عامي 1874 و1878 في حكومة بنيامين دزرائيلي.

خلال فترة عمله الثانية، أشرف على **صياغة دستور اتحاد جنوب أفريقيا**، وهي محاولة مبكرة لتوحيد المستعمرات البريطانية هناك، إلا أن المشروع لم يُنفذ في عهده. كما أدار شؤون المستعمرات الكندية والكاريبية، داعيًا إلى نوع من الإدارة الذاتية المحدودة.

## مواقفه الفكرية
كان هربرت محافظًا ليبراليًا، يؤيد الإصلاحات الاجتماعية والتعليمية، ويعارض الحكم المركزي الصارم في المستعمرات. كما كان معروفًا بأسلوبه الهادئ وقدرته على التفاوض.

## حياته الشخصية
تزوج من إيغيلين والدو سيلوين، ورُزق منها بعدد من الأبناء، من بينهم:
- جورج هربرت، الإيرل الخامس لكارنارفون – الذي عُرف بدوره في تمويل اكتشاف مقبرة توت عنخ آمون.
- أوبري هربرت – سياسي ومستشرق.

## الوفاة
توفي هنري هربرت في 29 يونيو 1890 في بورتسموث، عن عمر ناهز 59 عامًا.